# Charleston Farmhouse

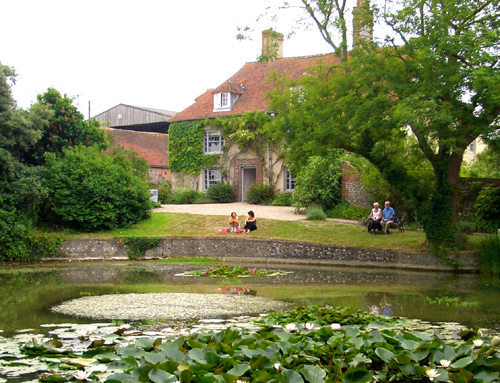
Charleston Farmhouse, vlak bij Lewes, East Sussex, UK

Charleston Farmhouse is een landhuis nabij Lewes in East Sussex, Verenigd Koninkrijk, dat vanaf 1916 werd bewoond door de kunstenaars Vanessa Bell en Duncan Grant en hun onconventionele huishouding. Het landhuis herbergt sinds 1986 een museum, dat voornamelijk gewijd is aan de decoratieve aspecten van de Bloomsburygroep. Leden van deze groep verbleven vaak voor kortere of langere tijd in dit huis. Bijzonder in het huis is de rijkdom aan kunstvoorwerpen die voor een groot deel door Grant en Bell, en door de andere leden van de Bloomsbury Group werden gemaakt. Ook is er veel design te zien van de Arts and Crafts Movement.
Grant en Bell hebben het landhuis vanaf hun bewoning in 1916 gaandeweg kunstzinnig verfraaid. Onder invloed van het Postimpressionisme (de term is gemunt door Roger Fry) van Cézanne en Picasso begonnen ze te schilderen op canvas, decoreerden ze de muren, deuren, meubels, keramiek en textiel en zo transformeerden ze het huis tot een kunstwerk. Dit gold ook voor de ommuurde tuin. Deze werd veranderd in een bloementuin met beelden, mozaïeken en vijvers.
Vanessa Bell, Duncan Grant, Clive Bell (de echtgenoot van Vanessa Bell) en Quentin Bell (de zoon van Clive en Vanessa) werkten vaak in opdracht voor onder andere de Omega Workshops en ontwierpen textiel, behang en aardewerk. Vlak na het begin van de Eerste Wereldoorlog kregen ze de opdracht om St Peters Church in Firle te decoreren en hoewel ze als agnosten bekendstonden, aanvaardden ze die opdracht en kregen ze de benodigde verf en kwasten van het kerkbestuur. Vrienden en familie werden gebruikt om afgebeeld te worden in de vele panelen die zijn geschilderd. In de loop van de tijd hebben ze het muurschilderwerk af en toe met nieuwe ideeën overschilderd.
In het Charleston Farmhouse, dat nu als museum te bezoeken is, is vrijwel alles door Vanessa, Clive en Duncan gedecoreerd: vaak met terugkerende thema's zoals cirkels, soms ook met deurpanelen waar de boven- en onderpanelen in verschillende periodes zijn geschilderd. Tafels en stoelen ontkwamen ook niet aan hun artistieke bewerkingen. De lampen van aardewerk waren zo ingenieus gemaakt dat de lichtval op zich ook weer een kunstwerk was. 
Charleston was een landelijke ontmoetingsplaats voor Bloomsbury, de groep kunstenaars, schrijvers en intellectuelen onder wie Virginia en Leonard Woolf (die vlakbij woonden in Monk's House), John Maynard Keynes, E.M. Forster, Lytton Strachey, Roger Fry en Clive Bell.

## Voetnoten
1. ↑  zie Website Charleston Farmhouse.